# Téménos fils de Pélasgos
Pour les articles homonymes, voir Téménos.
Dans la mythologie grecque, Téménos (en grec ancien Τέμενος) est un héros arcadien.
Il n'est cité que par Pausanias : fils de Pélasgos (roi d’Arcadie), il habite l'ancienne cité de Stymphale. Il y érige trois temples en l'honneur d'Héra, à qui il donne trois surnoms :

« le premier de Pais (« enfant ») lorsqu’elle était encore vierge ; aussitôt qu’elle eut été mariée à Zeus, il la surnomma Teléia (« accomplie »), et lorsqu’à la suite de quelque différend avec Zeus, elle revint à Stymphale, il la surnomma Chéra (« la veuve »). »